# Jennifer Morgan (cómic)
Jennifer Morgan es un personaje ficticio, una superheroína hechicera en el universo de DC Comics. Es la Hija del piloto de la Fuerza Aérea varada Travis Morgan (Warlord), y ciudadano de Skartaris. Jennifer Morgan es una hechicera consumada que usa sus artes para luchar contra los elementos opresivos de su tierra natal. Ella es medio hermana de Joshua (Tinder) y Morgana.

## Historia de la publicación
Jennifer Morgan apareció por primera vez en Warlord #38 - "The Shape of Things Gone By; The Decision! siendo creada por Mike Grell (octubre de 1980), luego de que seguir a su padre Travis Morgan a Skartaris.

## Biografía del personaje

### Origen y desarrollo
Cuando la madre de Jennifer, Rachel, murió en un accidente automovilístico cuando tenía solo 8 años, Travis Morgan sintió que las bases aéreas no eran el lugar para criar a su hija, por lo que la envió a vivir con su tía Marie. Pero Jennifer extrañaba a su padre. Cuando tenía 10 años fue informada de que había muerto en un accidente aéreo. En realidad, Travis Morgan había aterrizado en Skartaris, desconocido para el mundo exterior y había comenzado su vida como Warlord.
Años más tarde se enteró de que había aparecido vivo y Jennifer supo por el profesor George Lakely que su padre todavía estaba vivo en Skartaris. Jennifer se las arregló para encontrarse con su padre en una expedición a Skartaris en su barco, la Dama J y luego se reunieron. Prometiendo no revelar la existencia de Skartaris, zarpó nuevamente para el mundo exterior. Sin embargo, su barco naufragó antes de abandonar las aguas de Skartaris y terminó siendo la única superviviente de su expedición. Jennifer fue encontrada por Faaldren, un sirviente del mago Deimos y la llevó de vuelta al castillo de su amo.
Allí, Deimos dejó la mente de Jennifer en blanco. Después de que Warlord derrotó a Deimos en batalla, el antiguo aliado de Deimos, la bruja Ashiya, devolvió a Jennifer a la normalidad. Ashiya esperaba que Jennifer, como habitante del mundo exterior, le enseñara cómo usar la maquinaria de Deimos. Mágicamente haciéndose ver como la madre de Jennifer, Ashiya se ofreció a enseñar hechicería a Jennifer a cambio de que se le enseñara tecnología. La oferta fue aceptada, y Jennifer avanzó rápidamente en el aprendizaje de la magia. Finalmente, Jennifer aprendió la verdad sobre Ashiya, quien atacó a su padre. Jennifer ahora usó su conocimiento de hechicería para luchar contra Ashiya, la alumna demostró ser superior a su maestra cuando descubrió la verdad y derrotó a la bruja, que parecía destruida al final de su pelea, convirtiéndose en la hechicera más poderosa de Skartaris. Jennifer decidió quedarse en el castillo de Deimos y perfeccionar sus habilidades de brujería.
Lady Jennifer se convirtió en la Hechicera Suprema de Skartaris y ayudó a su padre que todavía estaba vivo, luego decide ayudar a su hermanastro Tinder (Joshua) y su madrastra Tara cuando surgió la necesidad. Al final de la última historia, se la ve dando la bienvenida a su nueva hermanastra, Morgana, al mundo y ayudando al bebé a cerrar para siempre el portal que lleva a Skartaris desde la Tierra.

### Crisis Infinita/Día de la Venganza
Fuera de su presentación en Skartaris, Jennifer aparecería cuando se necesitara magia para servir a su padre, enfrentándose a otros hechiceros y hechiceros cuando surgiera la necesidad. Cuando El Espectro luego de volverse loco, se dirige a matar todos los seres mágicos de la Tierra, Jennifer Morgan estuvo presente en la barra mágica que levantó Nightmaster, cuando la Encantadora y Ragman llegaron en busca de ayuda. Lady Jennifer se entera por el dúo de lo poderoso que es El Espectro cuando le dicen que pudo eliminar a más de un centenar de magos entrenados que se reunían anualmente (entre los cuales estaba el Phantom Stranger que fue convertido en un ratón, Adán Negro que lucha en vano contra el Espectro, el Doctor Fate que fue encarcela en una dimensión dentro de su casco, Madame Xanadu que sus ojos fueron destruidos para que le fuese imposible la lectura de sus cartas mágicas del tarot, Raven que fue incapaz de poder controlar sus poderes y El Asistente de Shazam que resulta asesinado por El Espectro) luego ella se une a otros héroes "homo magi" para vencerlo. Más tarde se la ve con toda una gran cantidad de seres místicos del universo tratando de encontrar y reparar la Roca de la Eternidad dañada que está causando que la magia salvaje se extienda por todo Ciudad Gótica. Durante este acto, Lady Jennifer está de alguna manera poseída por uno de los siete pecados capitales, pero el Phantom Stranger fácilmente exorciza a la malvada fuerza.

## Poderes y habilidades
Lady Jennifer Morgan es una poderosa hechicera y tiene la fuerza de una joven en buena su forma física. Ella tiene varios hechizos y grandes poderes mágicos con los que conjura grandes hechizos, además tiene un espejo mágico que le permite ver donde a quiera.

## En otros medios

### Televisión

#### Animado
- Jennifer Morgan aparece en la serie animada Liga de la Justicia Ilimitada en el episodio "Caos en el Centro de la Tierra" con la voz no acreditada de Kim Mai Guest. Luego de terminar una misión, Supergirl, Stargirl, S.T.R.I.P.E. y John Stewart son llevados a Skartaris (oculto en el interior del núcleo de la Tierra) con la magia de Jennifer en un intento de pedirles ayuda, su padre Travis Morgan les pide lo ayuden a derrotar el creciente poder de Deimos un dictador brutal, quien busca tomar el poder de la gran roca, que resulta ser un gran trozo de Kryptonita. Al llegar Deimos a los muros de Skartaris se le ve Jennifer en una gran altura lista para conjurar un hechizo